# Jérémy Taravel
Jérémy Taravel (Vincennes, 17 aprile 1987) è un ex calciatore francese, di ruolo difensore.

## Caratteristiche tecniche
Difensore centrale, può giocare anche come terzino sinistro.

## Palmarès

### Club

#### Competizioni nazionali
- Coppa del Belgio: 1

Lokeren: 2011-2012
- Campionato croato: 3

Dinamo Zagabria: 2013-2014, 2014-2015, 2015-2016
- Coppa di Croazia: 2

Dinamo Zagabria: 2014-2015, 2015-2016
- Supercoppa di Croazia: 1

Dinamo Zagabria: 2013